# Sant Jeroni penitent, de mig cos (El Greco)
Sant Jeroni penitent és el tema de diversos llenços d'El Greco. Han arribat fins als nostres dies diverses obres que representen aquest personatge de mig cos. Només se'n coneix una versió autògrafa representant-lo de cos sencer i com a penitent.

## Tema
Jeroni d'Estridó,(Estridó, vers 331/345-Betlem, 30 de setembre del 420), escriptor i religiós romà, fou un dels principals teòlegs dels inicis de la Patrística. És venerat com a sant a tota la cristiandat i és un dels principals Doctors de l'Església. En aquestes obres, El Greco representa sant Jeroni com a penitent. El tema de la penitència va gaudir de gran favor durant la contrareforma, i la contribució d'El Greco a aquesta temática és molt important.
La iconografia deriva d'una composició de Ticià, que representa sant Jeroni de cos sencer, i de la qual es conserven versions a la Pinacoteca de Brera i al Monestir d'El Escorial. El Greco representa Sant Jeroni, amb el tors nu. contemplant el Crucifix que sosté a la seva mà esquerra, mentre a la seva mà dreta porta la pedra amb la qual es mortifica. A la taula de pedra hi ha un rellotge de sorra. símbol del pas del temps, i un crani. També hi ha dos llibres i una ploma al tinter, que recorden el seu vessant Intel·lectual. El capel cardenalici penjat a la roca de la part esquerra de l'espectador, completa aquesta sèrie d'atributs.
El Greco també havia pintat aquest personatge a altres variants, donant-li un aspecte estrany, d'una austeritat ultramundana. En comparació amb aquestes representacions, aquí Sant Jeroni penitent -tot i la seva barba grisa- apareix amb un cos no tan amagrit, un aspecte més digne i el rostre d'un home intel·ligent i cultivat.

### Versió de la Reial Acadèmia de Belles Arts de San Fernando
Oli sobre llenç; 104 x 89 cm.; 1605-10; Reial Acadèmia de Belles Arts de San Fernando.
Comparat amb la versió d'Edimburg, sembla com si aquest llenç hagués estat retallat, especialment a la part inferior. El colorit gairebé no difereix del d'aquella versió, tot i que el fons és gris fosc i el llibre és rosa-marró. Tots els detalls estan magníficament realitzats, especialment les vives pinzellades de la barba, el modelatge del cos, el celatge i l'heura de la part superior esquerra.

#### Procedència
- Marqués de Santa María de Silvela y de Castañar.

### Versió d'Edimburg
Oli sobre llenç; 104,2 x 96,5 cm.; 1595-1600; National Gallery of Scotland, Edimburg. Catàleg Wethey, núm. 245.
Segons Harold Wethey, és el millor exemplar d'aquesta tipologia, i està en un excel·lent estat de conservació, tot i que ha perdut les veladures del braç esquerre i de la mà dreta.
Les ombres blavoses de les carnacions, el cabell i la barba grises destaquen sobre el fons de roques fosques, mentre el vermell del capel cardenalici dona força i riquesa cromática a la composició. La subtilesa colorística d'El Greco és remarcable en el rellotge de sorra, amb tocs rosats i reflexos blaus que repeteixen el color del celatge de la part superior esquerra. Sobre els grisos de la taula, destaquen el marró dels llibres i el color torrat del crani.

#### Procedència
- Marquesa de Santa María de la Sisla.
- Condesa de Arcentales, Madrid.
- Adquirit pel Museu d'Edimburg l'any 1936.

### Versió de la Hispanic Society
Oli sobre llenç; 80 x 65 cm.; 1600-10; El Greco i el seu obrador; Hispanic Society of America, Nova York.
Signat amb petites lletres gregues en el paper: δομήνικος Θεοτοκóπουλος (doménikos theotokópoulos)
Tot i que va ser netejat l'any 1956, aquest llenç està en condicions defectuoses. Ha perdut les seves veladures en part dels braços i de les mans.
La seva qualitat és molt inferior a la dels altres exemples.

#### Procedència
- Pereire (venda a París el 29 de gener de 1868, número 32)
- F.Bamberg, Messina.
- Convent de Santa Gúdula, Brussel·les (venda el 12-13 de juliol de 1905, número 121)
- Paul Mersch, París.
- Ehrich Gallery, New York.
- Hispanic Society.

## Versions del Taller

### Versió de Pastrana
Oli sobre llenç; 130 x 101 cm.; Escola d'El Greco; 1610-20; Església Colegiata de la Asunción de Pastrana, Província de Guadalajara.
Tot i que alguns autors l'havíen considerat una obra original d'El Greco, Harold E. Wethey creu que és una còpia pobre. També segons aquest autor, la signatura és falsa i constitueix un veritable galimaties.